# Beşiktaş JK
Beşiktaş Jimnastik Kulübü, oziroma na kratko Beşiktaş J.K., BJK ali Beşiktaş je turški nogometni klub iz Carigrada. 
Ime nosi po Carigrajski mestni četrti " Beşiktaş ", ki se nahaja tik ob Bosporju, kjer je bil ustanovljen 4. marca 1903 kot prvi turški športni klub nasploh. in trenutno igra v Süper Lig, 1. turški nogometni ligi.
Je eden izmed treh največjih, najuspešnejših in najpriljubnejših turških klubov, ki še nikoli ni izpadel v nižji rang tekmovanj.
Klub tekmuje tudi v drugih panogah, med drugim v košarki , odbojki , rokometu , atletiki , boksu , rokoborbi , šahu , bridžu , gimnastiki , veslanju , namiznem tenisu , paraportu , športu in nogometu na mivki . 

## Zgodovina
Ustanovljen je bil 1903, še v časih turškega cesarstva.
Najuspešnejše obdobje Beşiktaşa je obdobje pod povdstvom angleškega stratega Gordona Milneja v devedesetih letih, kjer se je posebej izkazala trojica Metin Tekin, Ali Gültekin in Feyyaz Uçar, kot kratica "MAF". Ravno pod vodstvom Milneja se je tudi zgodil edini trikratni naslov v sezonah 1989–90, 1990–91 in 1991–92, kjer je Beşiktaş tudi postal prvi in edini neporaženi prvak v zgodovini ligaških tekmovanj.

### Zadnja leta
Beşiktaş je osvojil prvenstvo tudi v sezoni 1994–95 z nemškim trenerjem Christophom Daumom. Po daljšem premoru je naslednji naslov prvaka prišel v sezoni 2002–2003 za 100. obletnico kluba pod vodstvom romunskega treneja Mircea Lucescuja, prav tako so se uvrstili v četrtfinale pokala UEFA 2002–2003 . Naslednji naslov je prišel v sezoni 2008–2009 z trenerjem Mustafo Denizlijem..
Kasneje je Beşiktaş še trikrat osvojil ligo v letih 2015–16 2016–17 in v letih 2020–21 .Poleg tega se je drugič uvrstili v četrtfinale Lige Evrope 2016–17, in prvič v svoji zgodovini v osmino finala Lige prvakov 2017–18 kot neporažen in prvi iz skupine. . 
Z domačih tekmovanj ima Beşiktaş 16 naslovov državnega prvaka in 14 naslovov državnega podprvaka, 10 naslovov prvaka in 6 naslovov podprvaka turškega pokala ter 8 naslovov prvaka in 12 naslovov podprvaka turškega superpokala. Z evropskih tekmovanj pa so vidnejši uspehi Beşiktaşa uvrstitev v četrtfinale Evropske lige v sezoni 1986/87, kjer je bil nato boljši ukrajinski (tedaj sovjetski) Dinamo Kijev [0-2, 0-5] in dvakratna uvrstitev v četrtfinale Lige prvakov in sicer v sezoni 2002/03, kjer je bil nato boljši italijanski Lazio [0-1, 1-2] ter v sezoni 2016/17, kjer je bil nato po enajstmetrovkah boljši francoski Lyon [1-2, 2-1 / 6-7].
Ekipa je letos osvojila dvojno krono (naslov prvaka turške Super Lige in turški pokal sezone 2020–21). .

## Stadion
Domači stadion Beşiktaşa je Vodafone Park, ki sprejme 41.903 gledalcev in se nahaja poleg palače Dolmabahçe.

## Navijači in Rivalstvo
Slovi kot eden izmed najbolj popularnih klubov v Turčiji ter v turški diaspori. 
Barvi dresov sta črna in bela. Nadimka nogometašev pa sta Kara Kartallar ("Črni orli") in Siyah Beyazlılar ("Črni in Beli").
Rivala Beşiktaşa sta še druga najuspešnejša turška kluba in hkrati mestna tekmeca, Fenerbahçe in Galatasaray.

Navijači
Navijaška skupina se imenuje "çArşı" (čarši), ustanovljena v 80tih letih kot prva organizirana navijaška skupina v Turčiji nasploh. Po družbenih in političnih komentarjih, aktivizmu, koreografijah in pristnemu načinu skandiranja je daleč najbolj prepoznavna in popularna turška navijaška skupina, katero cenijo tudi rivali Beşiktaşa.
"çArşı, her şeye karşı!" (V slovenščini: '' çArşı je proti vsem! '') Je njeno najbolj znano geslo.
Leta 2013 je bila çArşı osrednja mobilizacijska sila za protiterdoganske proteste v parku Gezi.
Leta 2007, med domačo tekmo proti Liverpoolu so navijači Beşiktaşa z navijanjem dosegli neverjetnih 140dB glasnosti, kar velja za enega izmed rekordov na športnih prireditvah.

## Uspehi

#### Državno prvnestvo
- Turška Super Liga
  - Prvaki (16): 1956–57, 1957–58, 1959–60, 1965–66, 1966–67, 1981–82, 1985–86, 1989–90, 1990–91, 1991–92, 1994–95, 2002–03, 2008–09, 2015–16, 2016–17, 2020–21
  - Podprvakiprvaki (14): 1962–63, 1963–64, 1964–65, 1967–68, 1973–74, 1983–84, 1986–87, 1987–88, 1988–89, 1992–93, 1996–97, 1998–99, 1999–2000, 2006–07

#### Pokal
- Turški Pokal
  - Zmagovalci (10): 1974–75, 1988–89, 1989–90, 1993–94, 1997–98, 2005–06, 2006–07, 2008–09, 2010–11, 2020–21
  - Finalisti (6): 1965–66, 1976–77, 1983–84, 1992–93, 1998–99, 2001–02
- Turški Superpokal
  - Zmagovalci (8): 1967, 1974, 1986, 1989, 1992, 1994, 1998, 2006
  - Finalisti (12): 1966, 1975, 1977, 1982, 1990, 1991, 1993, 1995, 2007, 2009, 2016, 2017

V Evropskih tekmovanjih
- Evropski pokal / UEFA Liga prvakov
  - Četrtfinale: 1986–87
- Pokal UEFA / Liga Evropa
  - Četrtfinale: 2002–03 , 2016–17